# Нововасилевка (Магдалиновский район)
Нововасилевка (укр. Нововасилівка) — село,
Приютский сельский совет,
Магдалиновский район,
Днепропетровская область,
Украина.
Код КОАТУУ — 1222386505. Население по переписи 2001 года составляло 89 человек.

## Географическое положение
Село Нововасилевка примыкает к селу Весёлое, на расстоянии в 1 км расположено село Тарасо-Шевченковка.